# Asplenium buettneri
Asplenium buettneri är en svartbräkenväxtart som beskrevs av Georg Hans Emmo Wolfgang Hieronymus. Asplenium buettneri ingår i släktet Asplenium och familjen Aspleniaceae. Utöver nominatformen finns också underarten A. b. hildebrandtii.